# Хан, Дия
Дия Хан (род. 7 августа 1977) — норвежский режиссёр и правозащитница пенджабско-пуштунского происхождения.
Основательница и председатель правления компании «Fuuse». Дебютным фильмом Дии в качестве режиссёра и продюсера стал документальный фильм «Баназ: история любви» (2012), который получил премии Пибоди и Эмми, а также был номинирован на премию Королевского телевизионного общества. Второй документальный фильм Дии Хан «Джихад: Рассказ о других» вошёл в число номинантов ряда премий и получил премию министерства культуры Норвегии.
В 2016 году Дия Хан стала послом доброй воли ЮНЕСКО по вопросам свободы творчества и креативности.

## Биография
Родилась в госпитале при университете Уллевал (одного из кампусов университета Осло).
С 7 лет училась занималась искусством и пением. Сначала она исполняла южно-азиатские песни и народную музыку, затем стала композитором и продюсером. В возрасте восьми лет Дия Хан приняла участие в телевизионном шоу «Halv Sju». Также она входила в женский хор NRK. Некоторое время училась у певицы Анны Браун. Помимо этого Дия Хан несколько лет училась у индийского певца Султана Хана.
Получала угрозы от исламских фундаменталистов.

## Награды и премии
- В 2016 году избрана послом доброй воли Юнеско по вопросам свободы творчества и креативности[5][6].
- Литературная премия Пер Гюнта (2016)[7]
- Премия мемориального фонда Гуннара Сёнстебю (2016)[8]
- Премия Осецкого, присуждаемая норвежским ПЕН-центром (2012)[9].